# 原田要
原田 要（はらだ かなめ、1916年（大正5年）8月11日 - 2016年（平成28年）5月3日）は、日本の海軍軍人、戦闘機操縦者、最終階級は海軍中尉。

## 経歴
長野県上水内郡浅川村（現長野市）の農家に生まれた。わんぱくで勉強は好きではないが、よく出来たほうで、1929年(昭和4年)、旧制長野中学（現長野県長野高等学校）に入学する。
1933年（昭和8年）、一般志願兵として海軍に入隊し、横須賀海兵団で新兵教育を終えた後、駆逐艦「潮」乗組みとなった。だが大砲や魚雷があまり好きになれず、やがて幼少時に見て以来ずっと憧れていた飛行機に乗りたいと志すようになったものの、上司や父の反対のため、たまには飛行機に乗せてもらえるということで、1935年(昭和10年)横須賀航空隊に航空兵器術練習生として入隊した。しかし、期待したほどには飛行機に乗せてもらえず、半年後に航空兵器術練習生を卒業し、空母鳳翔乗組みとなる。そこで搭乗員との待遇の違いを見せられ、また勇ましい戦闘機乗りに憧れ、思いを抑えることが出来なくなり、自分で勝手に親の承諾書を作り、操縦練習生試験の願書を提出する。
同1935年(昭和10年)操縦練習生試験に合格し、霞ヶ浦航空隊へ入隊。ここでは「雷撃の神様」こと村田重治ら、著名な搭乗員に教えを受ける。1937年（昭和12年）2月に操縦練習生35期を首席で卒業。佐伯空での戦闘機延長教育の後、12航空隊付きとなった。同年に支那事変が勃発し、南京陥落直前の同年12月12日、日本海軍機の誤爆によるパナイ号事件（パネー号事件）が発生したが、その時の戦闘機隊の一員として原田も参加し、爆弾を命中させている。
その後内地で教員配置を渡り歩いていたが、1941年（昭和16年）9月、蒼龍の乗組員となり、同年12月8日の真珠湾攻撃作戦では機動部隊上空直衛任務に就いた。 引き続いて、ウェーク島の戦い、ダーウィン空襲、セイロン沖海戦に参加。セイロン沖海戦中の昭和17年4月5日、コロンボ空襲の際、敵戦闘機5機(うち不確実2)を単独撃墜した。
1942年（昭和17年）6月5日から7日に発生したミッドウェー海戦では、戦闘機隊小隊長として機動部隊上空直衛任務に就いた。敵急降下爆撃機の攻撃により母艦を失い、唯一残った飛龍に着艦。この海戦で原田は撃墜5機(うち協同撃墜3機)の戦果を挙げたが、一方被弾により2機を海中投棄、母艦を失ったことにより海上着水で1機の、計3機の零戦を失う。自身は巻雲に救助された。ミッドウェー海戦での敗戦隠蔽のため、原田は鹿児島・笠の原基地に軟禁されるが、同年7月31日には飛鷹乗組を命ぜられた。同艦飛行隊長は兼子正であった。
同年10月17日、ガダルカナル島ルンガ泊地の敵輸送船団攻撃に、飛鷹戦闘機隊第三小隊長として出撃。この戦いで、敵F4F戦闘機と対戦、原田は急旋回のGにより失神してしまい、反航戦を余儀なくされ、敵機に白煙を噴かせ撃退するも(のちに日本機26機を撃墜するジョー・フォス少佐機であった。250発以上もの原田機の射弾を受けながら、かろうじて真下にあるヘンダーソン飛行場に滑り込んだ)、自らも左腕に被弾した。重傷を負った原田は、眼下の椰子林に不時着。数日間ジャングルをさまよい歩き、海軍の特殊潜航艇基地にたどり着く。同基地にて懸命の治療を受けるものの傷は悪化し、マラリア、デング熱も併発し、生死の境をさまよった。同年11月5日に舟艇に乗せられ、ガダルカナル島を脱出し、約1週間後にトラック島の第四海軍病院で意識を取り戻した。

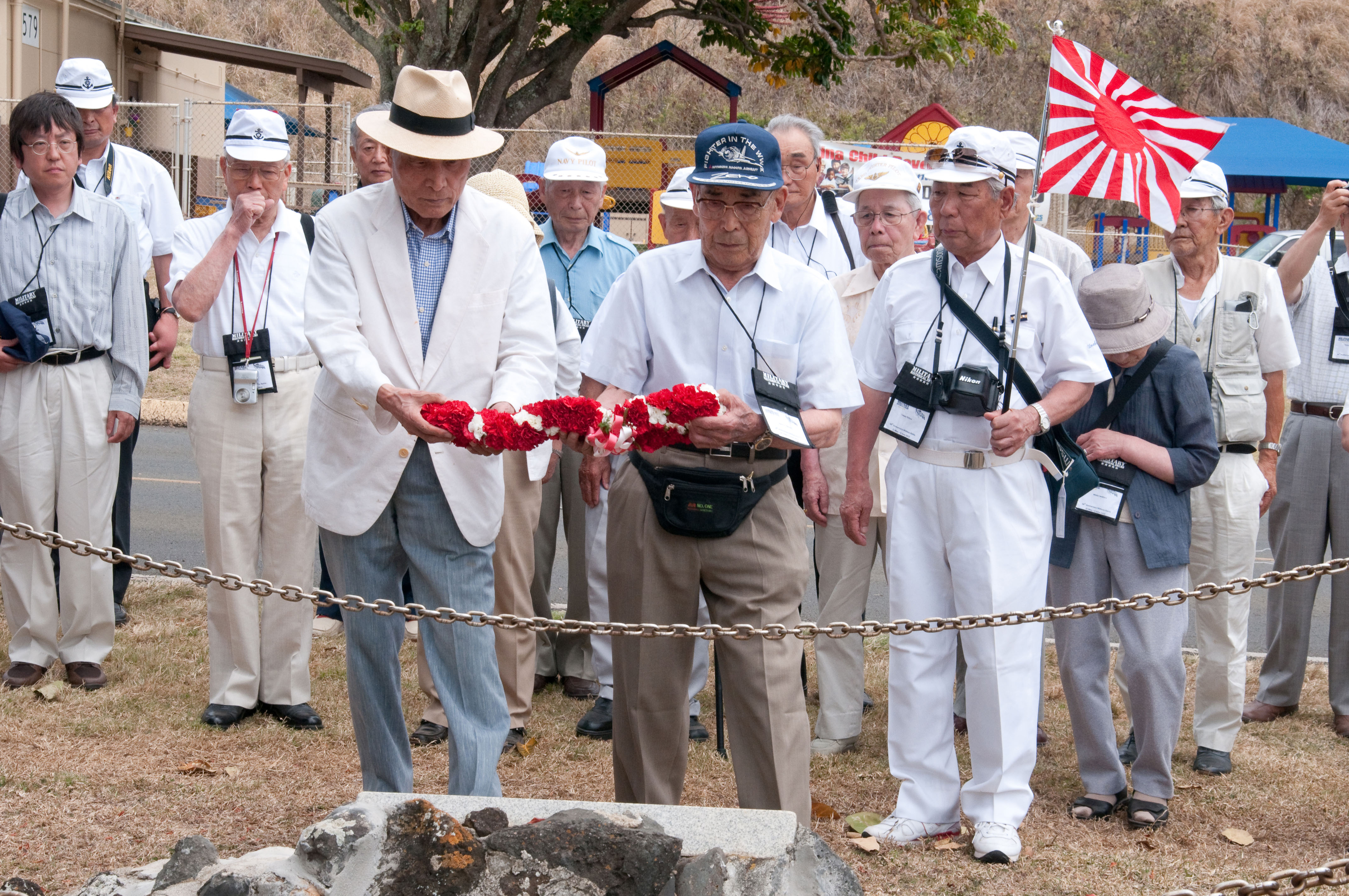
2009年3月18日、飯田房太の記念碑にカーネーションのレイを顕花する原田 (写真中央、青色の帽子)。

この戦いを最後に、戦場復帰はできなかったが、ここまでで協同を含め、15機の敵機を撃墜している。内地送還後は、飛曹長に昇進し霞ヶ浦航空隊教官を務めるが、その後もガダルカナルでの負傷の後遺症に苦しめられた。1945年（昭和20年）春、霞ヶ浦航空隊千歳派遣隊の教官として、ロケット戦闘機秋水搭乗員養成に携わることになるが、その秋水は初飛行で不時着大破して失われたため、原田は実機を見ることはなく、そのまま終戦を迎えた。
著書によると、終戦時に飛行記録を焼却したため、証明できる物は無いが、滞空時間は約8000時間にも及ぶという。
戦後は農業などをしていたが、1964年（昭和39年）自治会長になったことを機縁に託児所を開設。続いて幼稚園を経営するようになった。原田と同じく戦後保育園の園長を務めた生田乃木次との交友もあった。長らく長野市内の幼稚園の園長を務めていたが、晩年は引退した。
2016年5月3日、多臓器不全のため死去。99歳没。